# Přerušovaná soulož
Přerušovaná soulož či coitus interruptus (lidově i dávat si pozor[zdroj?]) je nejstarší, nejlevnější a nejméně spolehlivá antikoncepční metoda, která neochraňuje před pohlavně přenosnými nemocemi. Spočívá v tom, že během pohlavního styku dojde těsně před ejakulací k vytáhnutí penisu a k samotné ejakulaci dojde mimo vagínu. Tato běžná metoda je známa a praktikována (nejméně) dva tisíce let; v roce 1991 bylo odhadováno, že ji celosvětově používá na 38 milionů párů.
Ve většině vyspělých států tuto antikoncepční metodu používá velice nízké procento populace. Například v Polsku a Turecku je však tato metoda používána nejméně třetinou populace mezi 15.–44. věkem života.

## Historie
Tato antikoncepční metoda je zmíněna již v tóře, biblické knize Genesis, kde ji používal Judův syn Onan při styku se svou ovdovělou švagrovou Támar, se kterou měl na základě levirátního práva povinnost zplodit dítě zemřelému staršímu bratrovi Erovi.
Ale Onan věděl, že to potomstvo nebude patřit jemu; proto kdykoli vcházel k ženě svého bratra, vypouštěl semeno na zem, aby svému bratru nezplodil potomka. To, co činil, se Jahvovi znelíbilo, a tak usmrtil i jeho.
Gn 38, 9-10 (Kral, ČEP)

## Efektivita
Tato antikoncepční metoda je velmi málo účinná. Studie uvádí, že procento selhání této metody je 15–28 %. Na selhání mají vliv nejrůznější faktory. Mezi základní patří možnost, že se do vagíny může dostat malé množství preejakulátu, které rovněž obsahuje malé množství spermií. Další možností je nesprávný odhad okamžiku přerušení soulože. V neposlední řadě může mít na selhání této metody mít vliv opakovaná soulož, kdy se mohou některé spermie udržet na penisu a při pohlavním styku se tak bez další ejakulace dostat do vagíny. Pro zabránění této skutečnosti se doporučuje umytí pohlavního údu a vymočení se, což by mělo odstranit všechny spermie z močového traktu, avšak ani tento postup nemusí být vždy úspěšný.